# PENTAXのカメラ製品一覧
この項目では、旭光学工業（現リコーイメージング）が発売した35mm判フィルムを使用する一眼レフカメラ、並びにそれらのカメラが採用したレンズマウントの概略について述べる。他のフォーマットのカメラについては、以下の個別項目を参照のこと。
- PENTAXのフィルム一眼レフカメラ製品一覧:35mm判 (ねじ込み式マウント)
- PENTAXのフィルム一眼レフカメラ製品一覧:35mm判 (KマウントMF機種)
- PENTAXのフィルム一眼レフカメラ製品一覧:35mm判 (KマウントAF機種)
- PENTAXのフィルム一眼レフカメラ製品一覧:中判・110フィルム用
- PENTAXのフィルムコンパクト・APSカメラ製品一覧
- PENTAXのデジタルカメラ製品一覧

## ねじ込み式マウント採用機種

### アサヒフレックス

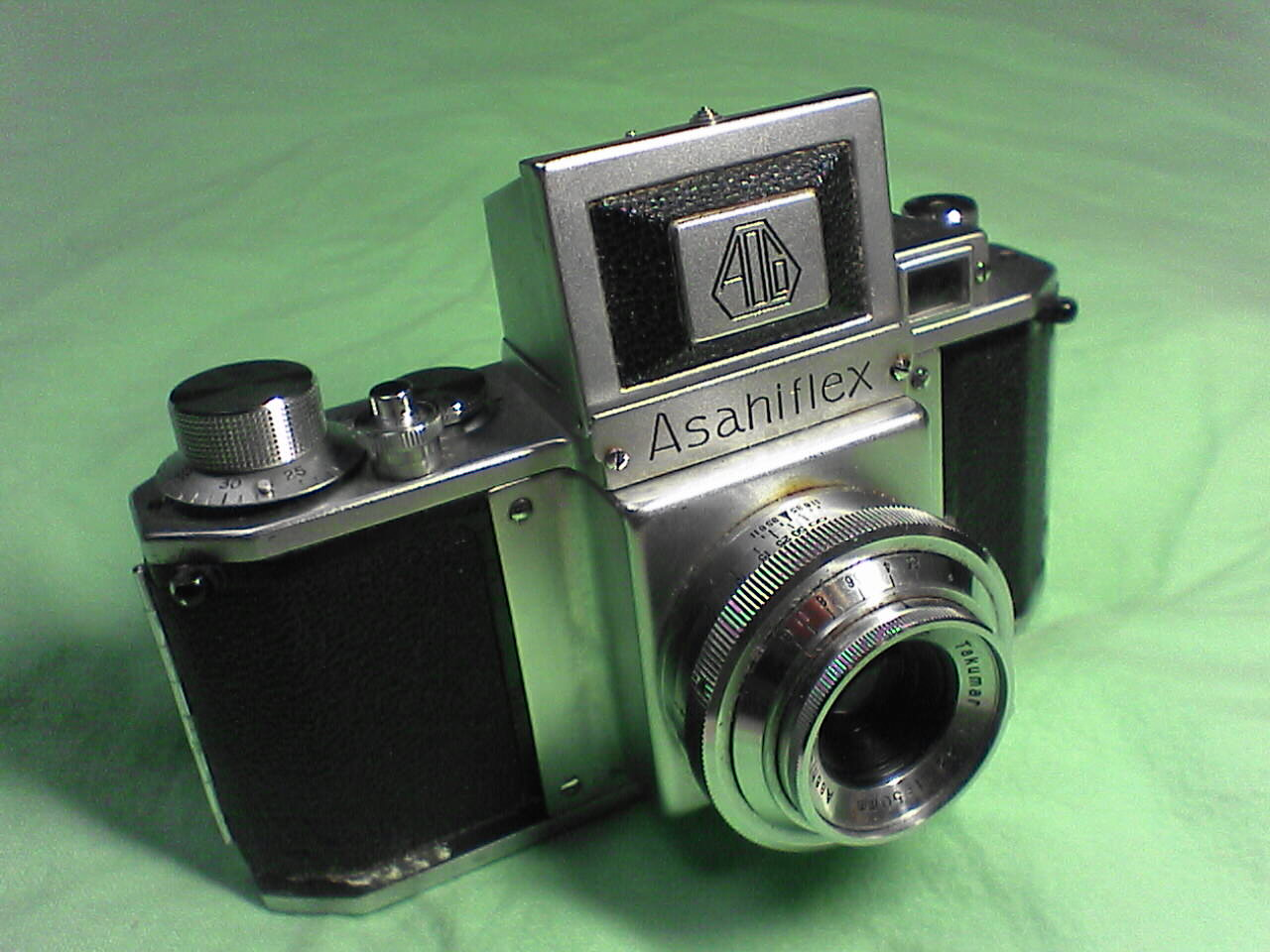
アサヒフレックスIA型

旭光学工業が初めて製造したカメラで、日本の一眼レフカメラ端緒となったシリーズ。ウエストレベルファインダーを備え、後にM37マウント（内径37mmのねじ込み式マウント）とも呼ばれる独自のレンズマウントを採用。ただ、当時の一眼レフカメラ全般に言えることだが、まだレンジファインダーカメラ（以降、RF機と記述）などとは機動性等に隔たりがあった。よって当シリーズも、視差のない近接撮影や、RFでは困難な大望遠レンズでの使用等、学術用などのどちらかと言えば一部の特殊な撮影用途向けであった。

### アサヒペンタックスシリーズ

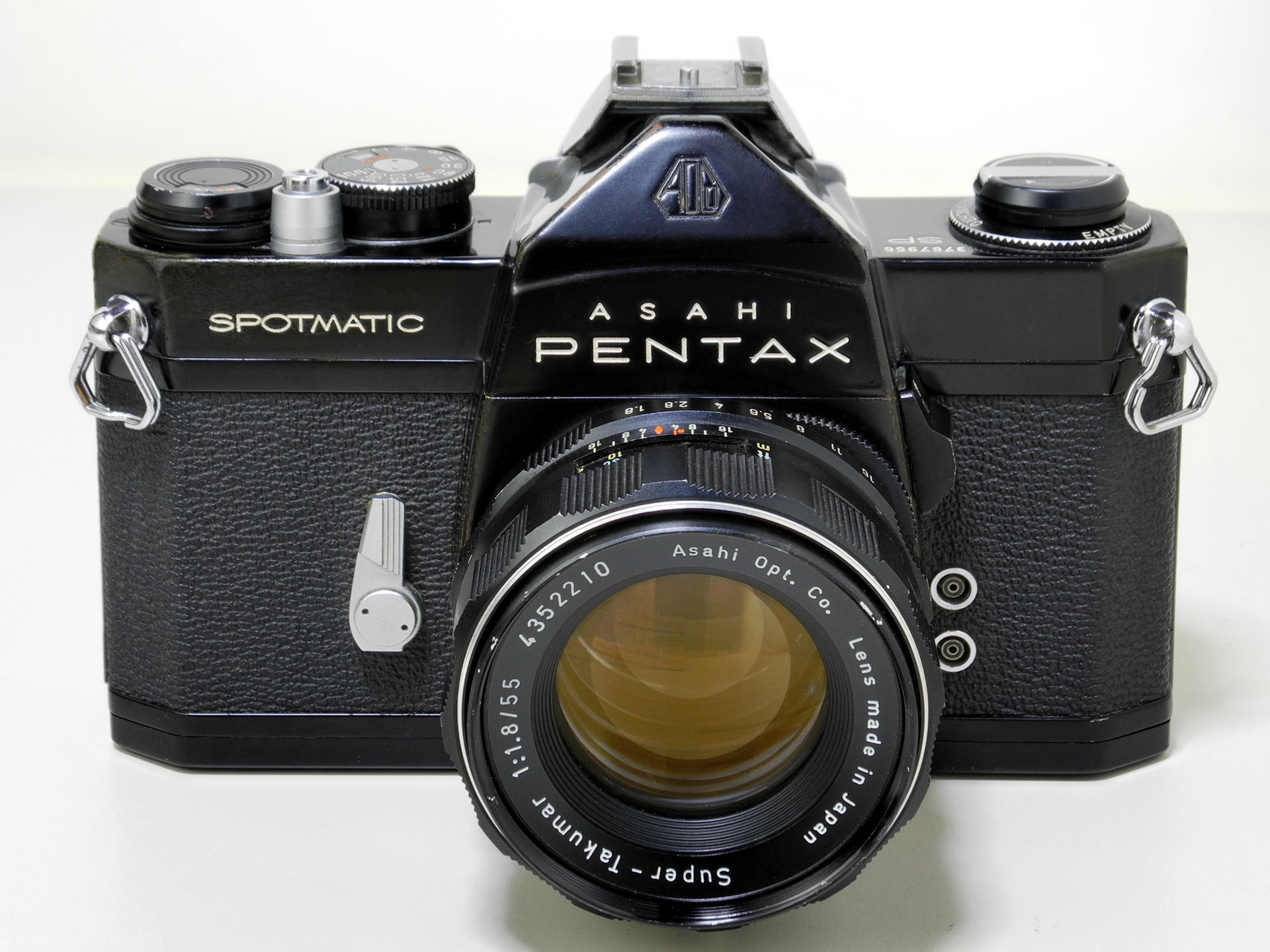
アサヒペンタックスSP

#### 概要
「ペンタゴナル・ダハ・プリズム搭載」を搭載した一眼レフカメラシリーズ。レンズマウントプラクチカスクリューマウント（通称M42マウント。以降は「PSマウント」と記述する。）を採用。
国産カメラとしてはオリオンカメラ（後のミランダカメラ） のミランダTシリーズに続いて2番目のペンタプリズム採用機ではあるが、オリオンカメラは国内の販売ルートが弱かったことと、そのミランダTシリーズにはクイックリターンミラーが実装されていなかったため、一般的には当シリーズ最初のカメラであるAPが日本初の実用的一眼レフカメラとして認識されている。
アサヒフレックスはウェストレベルファインダー採用のため左右逆像であり、機動性も低かった。そこでペンタプリズム使用によって上下左右正像のアイレベル式ファインダーを搭載、クイックリターンミラー機構と合わせて、RF機レベルの機動性を持つたせた。ペンタプリズムとクイックリターンミラーを同時に実装したのは世界初だった。他に多くの交換レンズや、各種アクセサリーが用意され、システムカメラとしての体裁を整えた。
なお、従来機種のユーザーのためにアサヒフレックス専用レンズが使える純正マウントアダプターが用意され、無償で配布された。

#### カメラの発展
K（1958年）では半自動絞りを実現。S3（1961年）では完全自動絞り化が成された。SV（1962年）ではセルフタイマーと自動復元式フィルムカウンターが実装される。SP（1964年）で絞り込み測光方式のTTL露出計を搭載、世界的なロングヒット商品となった。ES（1971年）・ESII（1973年）では電子シャッターを採用し、開放測光機能と絞り優先AE機能を備えた。
アサヒペンタックスシリーズは機能、性能面では他社の高級機に見劣りしたが、小型軽量であることやコストパフォーマンスの高さから、個人ユース向けに大ヒットシリーズとなった。初代機APから最終機SPIIまでの20年間、機能的な追加はあったもののほぼ同じサイズ、基本デザインで通したことから「カメラのフォルクスワーゲン」とも評された。

#### PSマウント

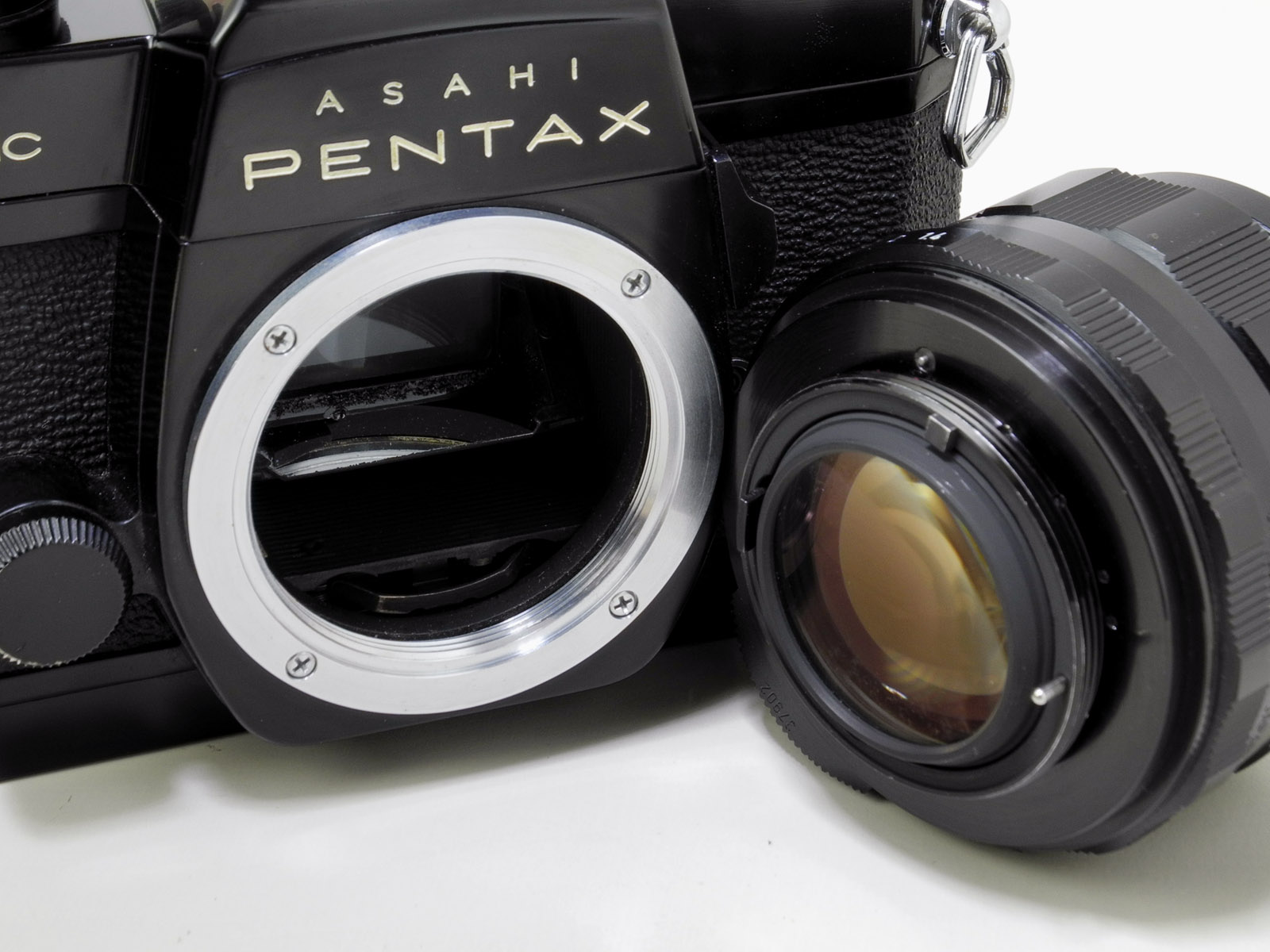
PSマウントとレンズ

レンズマウントとして採用されたPSマウントは、プラクチカ人民公社（Praktica）（旧：東独）製レンズ交換式一眼レフカメラに採用され、当時世界の一眼レフカメラで実質上のユニバーサルマウントとなっていたものである。アサヒフレックスのM37マウントと比べ、口径の大型化によるレンズの高性能化がはかられるとともに、他社が製造した豊富なレンズ資産が存在することは、主に輸出等による海外展開に有利に働いた。
一方、レンズ装着時、固定位置に個体差が生じるねじ込み式マウントを採用し続けることは、カメラの自動化・電子化の流れの中では限界があった。当時の旭光学工業ではバヨネットマウント移行をSPの開発時期から検討しており、ES開発時にはバヨネット式マウントに切り替える意見も出たという。しかし従来からの互換性やM42マウントのレンズ資産、SPのヒットにより見送りとなった。しかしESに対応した新レンズ（SMCタクマーレンズ）は機能追加により他社との互換性を失うこととなり、結果としてバヨネットマウントであるKマウントの採用へ移行することとなった。

## バヨネット（Kマウント）採用機種

### カメラの概要
1975年に新シリーズとしてアサヒペンタックスK2、KX、KMの3機種が登場した。これらはKマウントと呼ばれるバヨネットマウントを採用したカメラであり、デザインも一新された。マウント変更に伴い、レンズについても従来のブランドであるタクマー（Takumar）をやめ、アサヒペンタックスで親しまれたカメラ本体のブランド名に合わせて、新たにSMCペンタックスブランドを採用している

その後、徹底した小型軽量化と操作の自動化を図ったMシリーズ（1976年）、プロ用途を意識した高級機LX（1980年）、Mシリーズのコンセプトを元にマルチモード化したAシリーズ（1983年）、マルチプログラム機Pシリーズ（1985年）とリリースされた。

一方、オートフォーカス機シリーズは、レンズ内モーターを採用したME Fはあとが続かなかったが、ミノルタα7000登場後、ボディ内モーター駆動としてリリースされたSFシリーズ（1987年）、シームレスな操作性を追求したZシリーズ（1991年）、分かりやすい操作系に回帰させ小型軽量化を目指したMZシリーズ（1995年）、更なる小型軽量化とデジタル一眼レフ機につながる数々の新機軸を取り込んだ*ist（2003年）と続いた。
デジタルカメラへの移行に伴い、銀塩Kマウント機シリーズはピリオドを打つこととなるが、デジタル一眼レフカメラは引き続きKマウントを採用しており、銀塩Kマウントカメラ向けのレンズやアクセサリーも使用が可能なものが多い。

### Kマウント

#### 概要
旭光学工業が独自開発したバヨネットマウント。名称の由来は"King-of-S.L.R."。
内径を従来の42mmから45mmに拡大し、フランジバックは従来のPSマウントと同様の45.5mmに据え置かれ、装着角は65度（右回転式）。バヨネット式マウントとしては後発だったためか、初めから機械式の開放測光機能や絞り値の連動機構を備えている。
あらかじめ拡張性を考慮して設計されていたと考えられ、AシリーズとAレンズから始まる「電子接点の追加」「オートフォーカス化」の際も、基本部分のマウント形状の変更なく、また従来との互換性を損ねずに新機能が追加されていった。現在も「*istDシリーズ」「Kシリーズ」といったデジタル一眼レフカメラのマウントとして使用されており、一部機能的な制限はあるものの、初代Kシリーズ向けマニュアルレンズがそのまま装着でき、撮影も可能である。

#### 登場の経緯
カメラ本体および交換レンズ群の高性能化が進むと、PSマウントの構造上の問題である、ボディとレンズ間の連動機構を設けることの困難さは、TTL開放測光機能の普及に伴っていよいよ見過ごせないものとなり、各PSマウント採用メーカーは完全互換性を放棄した独自方式による拡張や、バヨネット式・スピゴット式等のなどの定点固定型マウントへの切り替えなど対応を迫られてきた。旭光学はその中、新たな中判一眼レフであるアサヒペンタックス6×7 でバヨネットマウントを採用したものの、アサヒペンタックスESの開放測光・絞り優先自動露出はPSマウントの独自方式拡張で実現していた。しかし、将来を見越して35mm判でもバヨネットマウント変更を実行に移すこととなったのである。
Kマウントの特許は他社にも開放され、コシナ、シグマ、チノン、トプコン（輸出用のみ）、リコーの他、中国、ソ連の旧共産圏の国営工場など世界各国の企業が採用し、OEM製品までを含めると、アグファ、ビクセン、フォクトレンダー（同じくかな順）など、世界各国から対応製品が発売された。パテントを公開したのは当初のみで、電気接点のついたKAマウント以降は非公開となったが、オートフォーカス化の大波が訪れるまでは国内外の多くのメーカーによってKマウント機が生産され、かつてのPSマウントほどではなかったものの、バヨネット式ではユニバーサルマウント的な存在となっていた。

### Kマウントの系譜
広義でのKマウントは現在も採用機種がリリースされているが、同マウントは前述のとおりカメラ・レンズの進化にあわせて各種機能が追加されてきたおり、それぞれ以下のような細分がなされている。
- Kマウント（狭義）（レンズ/ボディ） - 初代のKシリーズより、Mシリーズ、LXに採用された基本となるマウントである。マウントに向かって左側の絞り制御レバーと右上側の絞り値伝達レバーだけが設けられており、ボディとレンズは機械的に連動する。パテントが公開されたため、PENTAX以外にも、主に一眼レフの参入やねじ込みマウントからの移行が後発となったメーカーや、輸出向けの製品を扱うメーカーも採用していた。現行の採用機種としては、フェニックス（江西鳳凰光学）（中国）製一眼レフカメラなどが存在する。

- KFマウント（レンズ/ボディ） - Kマウントの向かって右下側に、オートフォーカス機能用の電気接点が5点追加された。うち2つがフォーカス信号用、他の2つはレンズが無限または近距離の限界に達したことを示す信号用、他の1つはAFレンズ側のフォーカスボタンの作動を本体に伝える信号用の接点である。世界初のオートフォーカス機能対応マウントであり、レンズ内モーター駆動方式のオートフォーカス機、PENTAX ME Fに採用された。しかしこの方式はユーザーに受け入れられるレベルには至らず、カメラはME Fの1機種、対応レンズも「35-70mmF2.8」1本のみである。後続のマウントにはこの接点は継承されず、その後に登場するオートフォーカスマウント『KAFマウント』との互換性もない。

- KAマウント（レンズ/ボディ） - AシリーズからPシリーズまで採用されたマルチモードおよびマルチプログラムAE対応マウントである。Kマウントの向かって左下側に6個の電子接点を追加し、ボディ側からの電子信号による絞り値の制御を実現した。これによってシャッター速度優先自動露出と、完全自動（プログラム）露出が可能となったが、新機能の実現のためには設定されたシャッター速度に対して高精度の絞り込み機構を実装する必要があったため、ボディ側のレンズへの伝達レバーの精度を統一するために規格化し、そのためにボディ側に「オプティカルエンコーダー」が内蔵され、電子的に絞り値を制御する仕様となった。一方対応するSMCペンタックスAレンズ側もそれに対応した正確な絞り値を出すために絞り込み機構の大幅な設計変更が行われている。先行他社は瞬間絞り込み測光などで"再測光"するなどの実際の設定値を"後出しで補正する方式"を採用していたが、旭光学工業は「絞り位置制御方式」という無駄なプロセスを必要としない正攻法を選んだのである。

- KA2マウント（ボディのみ） - PENTAX MZ-Mのみに採用されている、KAFマウントからオートフォーカス駆動軸を除いたマウント。製造コスト面の事情から生まれた産物のような雰囲気がただようが、そのためにKAマウントとは異なりレンズROM情報参照用接点があるため、Fレンズ以降は各レンズごとにROM情報を参照したプログラム撮影をすることが可能となっている。KAマウントと比較しての主な実質的な恩恵は、レンズROM情報によるファインダー内表示情報の精度向上と、測光精度の向上が挙げられる。

- KAFマウント（レンズ/ボディ） - SFシリーズより採用された、位相差検出方式のオートフォーカス機能に対応したマウントである。機能的にはKAマウントより向かって左下側の右端に新たに1個のレンズの焦点距離情報接点と右下側にオートフォーカス用駆動軸（AFカプラ）を追加し、ボディ内モーター内蔵式に対応したオートフォーカス対応マウントである[1]。そのほかにも、対応レンズ側にROMチップが搭載され、レンズ個別の情報を参照しレンズごとに最適化された自動露出が可能となった。

- KAFマウント（絞り連動環省略型）（ボディのみ） - 従来のKAFマウントよりマウント内径右側にある機械式のレバーが省略された。ただしPENTAXにおいては両マウントを区別する公式な呼称が存在せずあくまで分類上の仮称である。主流カメラ製品のAE化も完了し、互換性のために精度の保障できない機械式連動機構を残す理由もなくなり、小型軽量化を目指していたMZシリーズの普及機より採用され始めた。この省かれたレバーはレンズ側の絞り環に連動しており、絞り値をボディ側に伝達するための機能を担っていたため、後期型のKAFマウントでは電子情報接点を持たないK、Mレンズなどの完全機械式連動レンズでは、絞り環の情報がボディ側に伝達されない、という実用面での制約が発生する。当初のKAF採用機はAレンズ、あるいはFレンズ以前のレンズには未対応のカメラとして製品化された。

- KAF2マウント（パワーズーム対応版）（レンズ/ボディ） - KAFマウント内径の向かって右下側のミラーボックス手前に2個の電源供給用接点を追加したマウントである。これは、レンズ内にモーターを搭載した機能を実装するためのものであった。当初はパワーズーム機能への対応を目的として、Zシリーズ全機種にて採用された他、MZシリーズの上級機にも採用されていた。Zシリーズでは、パワーズーム関連の付加機能として、露光間ズーム、ズームクリップ（ボタンを押すと予め設定していた特定の焦点距離に復帰）、像倍率一定機構等々の充実した機能が搭載されていたがパワーズームの展開が市場に受け入れられなかったためか、発売されたパワーズーム対応レンズは、初期のFAズーム4本と、高級レンズのFA★ズームレンズ3本のみに限定された。カメラボディが小型軽量化されたMZシリーズ以降は、パワーズーム関連の付加機能が廃止され、新たなFAズームも、レンズの小型軽量化のため、パワーズーム機能非搭載となった。フィルムカメラでのKAF2マウントの採用は、2001年の『PENTAX MZ-S』が最後となり、MZシリーズの普及機、*ist、及びデジタル一眼レフカメラの*istDシリーズに至っては、コスト削減のため、電源供給用接点を廃止したKAFマウントを採用するようになった。

- KAF2マウント（レンズ内モーターAF対応版）（ボディのみ） - 従来のKAF2マウントから、マウント内径右側にある機械式の絞り連動レバーを省略し、電気的仕様をレンズ内モーター方式オートフォーカス対応にしたマウントである。ただしPENTAXにおいては両マウントを区別する公式な呼称が存在せずあくまで分類上の仮称である。2006年秋に発表されたデジタル一眼レフカメラ『PENTAX K10D』以降の機種に採用され、2007年7月より、このマウントに対応した超音波モーター(SDM)を搭載したレンズも順次発売されている。KAFマウント採用の*istDシリーズやK100Dのカメラボディに装着した時、カメラボディ内搭載のモーターによるオートフォーカスが可能となっているSDM搭載レンズは、KAF2マウントレンズとされ、K10D以降のKAF2マウント機種にのみオートフォーカスが対応するレンズは、後述のKAF3マウントレンズとされる。なお、K10D以降に発売された機種において、前述した一部のFAズームやFA★ズームレンズのパワーズームに対応するのは、K10D、K20D、K-7、K-5等の上級機に限定される。

- KAF2マウント（レンズ内モーターAF版）（レンズのみ） - レンズ内にAF用のモーターを持ち、電源供給用接点を通じてカメラ本体から電源を得るマウントである。パワーズーム用に開発されたKAF2マウントを流用しているが、電圧の関係から、ボディは上述のKAF2マウント（レンズ内モーターAF対応版）でしかレンズ内モーターが作動しない。よって、KAFマウントおよびKAF2マウント（パワーズーム対応版）のボディでは、ボディ内モーターで作動するようになっている。このマウンは、KAFマウントを採用していた*ist DシリーズでもAFが使用できるよう配慮された時代の境目のマウントと言える。DA★シリーズでのみ採用されている。

- KAF2マウント（電磁絞り対応版）（ボディのみ） - ボディ内モーター方式・レンズ内モーター方式両対応のオートフォーカスに加え、絞り駆動機構を電磁式にしたKAF4マウントレンズにも新たに対応したマウントである。K-50から採用されている[2]。

- KAF3マウント（レンズのみ） - KAF2マウントからオートフォーカス駆動軸を除き、オートフォーカス駆動をレンズ側に搭載したモーター専用にしたマウントである。KAF3マウントを採用しているボディは未だ存在せず、SMCペンタックスDA17-70mmF4AL[IF]SDMなどのレンズマウントに採用されている。KAF3マウントのレンズは、KAF2マウントボディの内、レンズ内モーターのオートフォーカスに対応した機種においてのみオートフォーカスが作動し、KAFマウントのボディにおいては、レンズ内モーターに電源を供給する接点を持たないため、オートフォーカスは作動しない。

- KAF4マウント（レンズのみ） - KAF3マウントから絞り駆動機構を電磁式にしたマウントである。HDペンタックスDA 55-300mmF4.5-6.3ED PLM WR REから新たに採用されており、KAF4マウントに対応するボディは、2013年6月発売のK-50以降の機種となる[2]。KAF4マウントのレンズは、フィルムカメラやK-30以前のデジタルカメラなどの従前機種では、絞り駆動機構の互換性がなく実質使用不可である。

他社の拡張Kマウント規格
- リコー - XRシリーズでKマウントを採用したリコーは、マルチモード機XR-Pで「RKマウント」として、Kマウントの向かって右下側に1個の電気接点を追加し、リコー独自にプログラムAEの機能を持たせた。プログラム連動機能についてはPENTAX KAマウントと互換性はないが、レンズメーカー製のレンズにはKAマウントとRKマウント両方の電気接点を設けて両対応にしているものがあった。なお、RKマウントの電気接点の配置はPENTAX KAFマウントのオートフォーカス駆動軸と近接しているため、RKマウントのレンズをKAFマウントに装着すると取り外せなくなる場合がある。

- チノン - レンズ側に外光式測距機能とフォーカス制御モーターを搭載したKマウントのオートフォーカスレンズや、Kマウントのままで追加の電気接点なしにプログラムAEが可能なマルチモード機CP-5やCP-7mを出していた他、Kマウントをベースにしながらマウント内上部に8個の電気接点を有し、レンズ内モーター方式の専用レンズによるオートフォーカスカメラCP-9AFも販売していた。

## 参考図書
- 豊田堅二 『入門・金属カメラオールガイド』 カメラGET!-スーパームック第11巻、CAPA編集部、学習研究社、2003年7月20日、ISBN 4-05-603101-0
- 中村文夫 『使うペンタックス』 クラシックカメラ-MiniBook第10巻、高沢賢治・當麻妙（良心堂）編、双葉社、2001年5月1日、ISBN 4-575-29229-X
- 那和秀峻 『名機を訪ねて-戦後国産カメラ秘話』 日本カメラ社、2003年11月25日、ISBN 4-8179-0011-3
- 『アサヒカメラニューフェース診断室-ペンタックスの軌跡』 アサヒカメラ編集部、朝日新聞社、2000年12月1日、ISBN 4-02-272140-5
- 『往年のペンタックスカメラ図鑑』 マニュアルカメラ編集部、枻文庫、2004年2月20日、ISBN 4-7779-0019-3
- 『ペンタックスのすべて』 エイムック456-マニュアルカメラシリーズ10、枻出版社、2002年1月30日、ISBN 4-87099-580-8
- 青木晴美 『アサヒペンタックスME-FのTTLオートフォーカスシステム』テレビジョン学会技術報告5巻41号、1982年3月15日